# Laetitia Ky

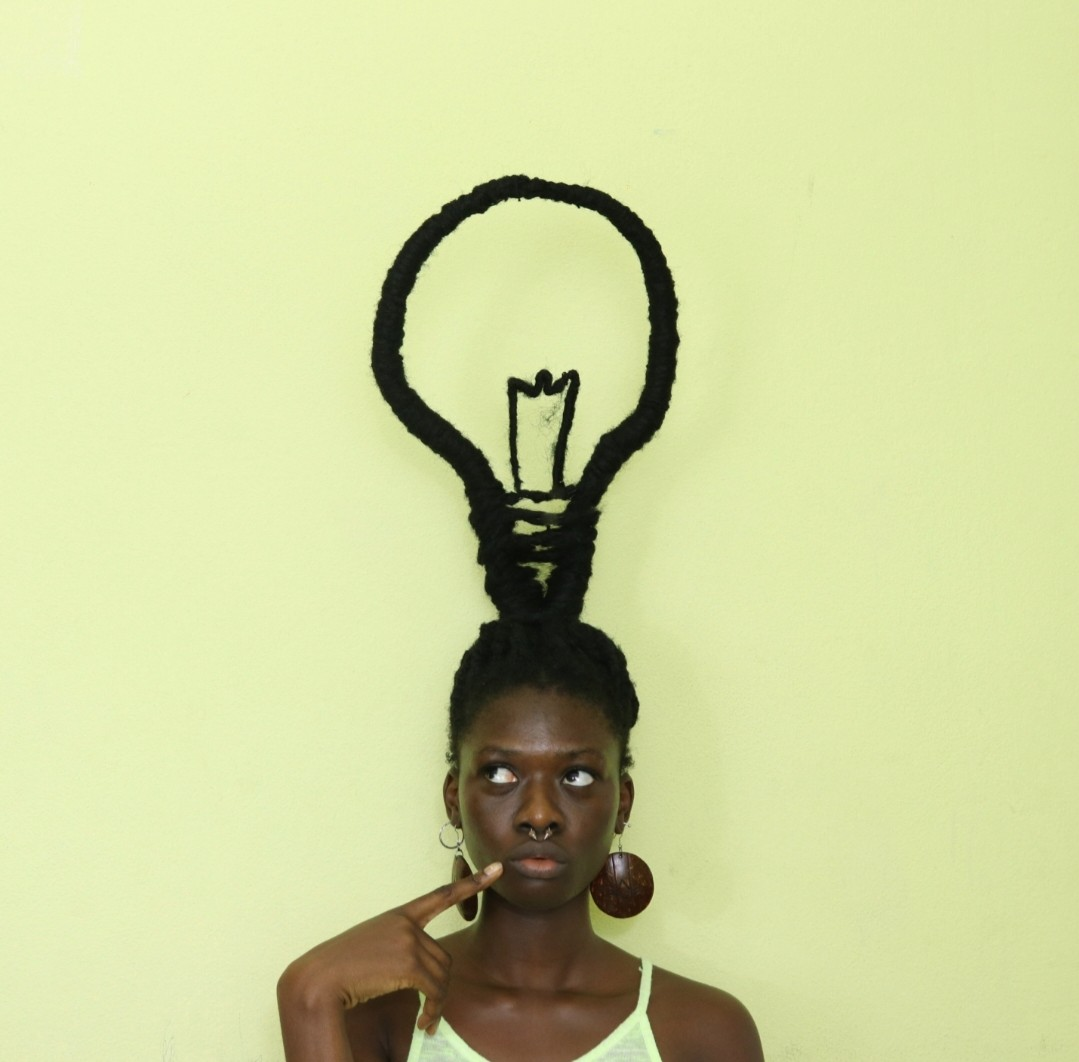
Laetitia com cabelo trançado esculpido no formato de lâmpada.

Laetitia Ky (Abidjan, 1996) é uma artista feminista marfinesa que cria esculturas com seus cabelos trançados, o que está fazendo-a ter grande sucesso e notoriedade em redes sociais como Instagram e no Facebook.

## Biografia
Ky nasceu em 1996 e cresceu em Abidjan; seus pais se divorciara quando ainda era bem nova. Formada em Administração de Empresas pelo Instituto politécnico nacional Félix Houphouët-Boigny em Yamoussoukro, depois de se graduar percebeu que queria trabalhar com arte e design. Começou uma nova carreira em design de moda, mas logo sua inspiração tomou novos rumos, nas quais observava fotografias de arquivos sobre penteados de mulheres africanas. Ela começou a criar essas novas fusões de arte e escultura com o próprio cabelo em 2016.
A marca registrada do estilo de Ky é criar esculturas com cabos, fios e dreadlocks. Chamado de Conceito Ky, esse estilo expressa sua criatividade e, cada vez mais, sua política. Cada escultura leva entre vinte minutos e seis horas para ser feito. Em 2017, deu seu primeiro workshop "Tranças Ky" para ensinar essa forma de arte a outras pessoas. Ela fez sua primeira colaboração musical com Di'Ja, cujos cabelos ela cobriu com o tecido estampado de padrões inspirados no cabelo feminino Himba.
Ky lançou sua própria marca de moda em 2018. Chamada Kystroy, a marca pretende ser inclusiva, usando linguagem "body positive" para descrever medidas de roupas, por exemplo.

## #MeTooe Ativismo
Com o tempo, as esculturas de Ky se tornavam mais políticas e em 2017 utilizou as redes sociais como meio de conscientização. A peça mostrava um homem levantando a saia de uma mulher, esculpida em suas tranças. Também em 2017, ele produziu uma peça que eram grandes músculos em seu braço esbelto - isso foi para aumentar a conscientização sobre o bullying, e especialmente o dano que isso pode causar na infância, assim como a própria Ky experimentou em sua infância.
Em 2019, Ky criou uma nova peça que mostrava um útero com cada tubo uterino "levantando o dedo" pro espectador. Isto era em protesto contra leis antiaborto nos EUA.
Ky é considerada por muitos uma embaixadora do cabelo natural das mulheres africanas.

## Prêmios
Em 2018 foi selecionada como uma das "20 pessoas jovens" para On the Rise Côte d'Ivoire um programa da L'Asociación des Conseils en Cabildeo et Affaires Publiques de Côte d'Ivoire(ACLAP-CI). No mesmo ano, foi votada como uma das "35 jovens mais influentes no mundo francófono" pelo Prix Jeunesse Francophone 3535.  No ano seguinte, foi selecionada pela revista Paper Magazine como uma das "100 pessoas que dominaram em 2019".

## Arte
Por trás de suas artes, que parecem ser apenas um trabalho bem humorado, existe todo um componente de empoderamento feminino, que tem por objetivo afirmar a beleza da mulher negra. Laetitia usa sua criatividade para expressar a beleza do diferente, afirmar sua singularidade e, claro, colocar a mulher em evidência. Não existe parte do corpo tão capaz de exprimir a identidade de alguém quanto o cabelo, só que, para a jovem, ele também pode ser usado como matéria-prima para expressar a arte e cultura de um povo.
A artista transforma seu cabelo em uma forma de educar as pessoas sobre serem sensíveis a esse tipo de cabelo e às pessoas que o possuem. Seu sucesso é uma grande parte do movimento Black Lives Matter, que é responsável pelo aumento de mulheres negras se sentindo confortáveis com sua própria pele e cabelo e abraçando sua beleza natural.
A arte é uma grande forma de expressão para a Laetitia: “Quero que as pessoas me vejam não apenas como a garota que usa seu cabelo, mas como uma pessoa criativa e versátil”, considera. Além disso, seu trabalho também atinge outras mulheres negras: “Com o retorno do cabelo natural na comunidade negra, penteados se tornaram um recurso de beleza, uma forma de autoafirmação e afirmação da sua beleza”, ela observou. “Usar esses penteados como uma forma de expressão é, então, poderoso, porque fala com todas as mulheres negras que foram levadas a acreditar, por muito tempo, que o cabelo delas não era legal o bastante”.
Por isso, Laetitia Ky acredita que usar estes penteados é uma ferramenta poderosa para expressar-se, e passar a mensagem correta a todas as mulheres negras que um dia foram levadas a crer que seus cabelos não eram bonitos ou legais o bastante.